# ناحیه پوتالام
ناحیه پوتالام (به لاتین: Puttalam District) یک ناحیه در سری‌لانکا است که در استان شمال غربی، سری‌لانکا واقع شده‌است.

## خصوصیات
ناحیه پوتالام ۳٬۰۷۲ کیلومترمربع مساحت و ۷۶۰٬۷۷۸ نفر جمعیت دارد.